# Philippe Meste
 (juillet 2009).
Si vous disposez d'ouvrages ou d'articles de référence ou si vous connaissez des sites web de qualité traitant du thème abordé ici, merci de compléter l'article en donnant les références utiles à sa vérifiabilité et en les liant à la section « Notes et références ».
Philippe Meste est un plasticien contemporain français, né à Marseille en 1966.

## Biographie
Philippe Meste a étudié aux Beaux-Arts de Nantes, à l'école d’art de Marseille ainsi qu'à l'Institut des hautes études en arts plastiques de Paris.
Il a connu une certaine notoriété pour ses actions telles que son attaque du port de guerre de Toulon en 1993 et l'installation de son poste militaire, l'année suivante, aux puces de Paris, ou encore son Sperm Cube au début des années 2000.
Philippe Meste vit et travaille à Paris. En France, il est représenté par la galerie Jousse Entreprise.

## Expositions

### Expositions personnelles
- 1997: GASM, Galerie Jousse Seguin, Paris
- 2001: Jousse entreprise, Paris[2]
- 2002: Galerie Aeroplastics, Bruxelles[3]
- 2003 : Jousse entreprise, Paris — Ultimate fighting, SMP, Marseille
- 2007 : Philippe Meste : 15 vidéos 1993-2004, Jousse Entreprise, Paris

### Expositions collectives
- 2007
  - New Horizons, Centrale Électrique, Bruxelles, Belgique
  - Sublime Objects. Collections sans frontière VI, MNAC, Bucarest, Roumanie
  - Exhibition, La Générale, Paris
  - Presque Rien, Living Art Museum (Nylistasafn), Reykjavik, Islande
  - Tank.tv : I am Future Melancholic, TATE Modern, Londres
- 2006
  - Le Petit Noël du Commissariat, Le Commissariat, Paris
  - Eden ADN, Biennale Internationale de Design, Saint-Étienne
  - Cosa Nostra, Glassbox, Paris
  - Nouveaux Horizons 1, CRAC Alsace, Altkirch
  - Spermcube, Z33, Hasselt, Belgique
  - Vidéos Séquence 2, maison des arts de Malakoff, Malakoff
  - Side B, Le College / FRAC Champagne-Ardenne, Reims
  - EscenaContemporanea, Galeria Ojo Atomico, Madrid
- 2005
  - Scar, Parkeergarage De Appelaar, Haarlem, Pays-Bas
  - Berliner - Liste - 02, SMP, Berlin
  - Nuit Blanche, Parcours de la coulée verte, Paris
  - Débraye, Fonderie Darling, Montréal
  - French Spring / Le printemps de Chine, Fondation Rafaël Tous, Barcelone
  - Vidéos d'artistes Français, Beijing, Shanghai, Xianmen, Nankin
  - Images du monde et inscription de la guerre, La Filature, Mulhouse
  - Boost in the Shell (The Persued), Cultural Center of Bruges de Bond, Bruges
  - Exceeding Paint / Expanding Painting, Pratt Manhattan Gallery, New York
  - International Art Market 5, Parker's Box, Brooklyn (New York)
  - Manifestation Internationale d'Art du Québec, Québec
  - Philippe Meste & Georgia Nelson : regards croisés, Ipso Facto, Nantes
  - Dreamscapes, Galerie Aeroplastics, Bruxelles, Belgique
- 2004
  - Emporte-moi! extase, possession et autres transports, Images 04, Vevey
  - L’artiste et ceux qui le soutiennent, Espace Tajan, Paris
  - Plus si affinité, Fiac-Tarn
  - Brainstorming, topographie de la morale, CAC Vassivière
  - Vidéo: séquence 1, Maison des arts de Molokoff
  - Without Fear and Reproach, Witte Zaal, Gand
- 2003
  - The World, Speak For Gallery, Tokyo, Jousse Entreprise, Paris, curator : CRASH Mag.
  - Sans Peur et Sans Reproche, Galerie Aéroplastics, Bruxelles, Belgique
  - la crise économique, c’est fantastique!, Galerie Jousse Entreprise, Paris
  - Appendix 2, CCCD, Tbilissi, Géorgie
  - Up in Arms, Parker’s Box, Brooklyn, New York
  - Armour, Fort Asperen, Amsterdam
  - Lutte Finale, Paris
  - Kunstraum Kreuzeberg / Bethanien, Berlin
  - Interdit aux moins de 18 ans, UNE Galerie, Neuchâtel
  - L’épicerie, Varsovie
  - Embassy, Galerie F15, MOSS, Norvège (curator : Denis Gaudel)
  - INOUT, Festival of Digital Art, Prague, République tchèque
- 2002
  - Sans consentement, CAN, Neuchâtel, Suisse
  - Voilà la France, CeSac, Cueno, Italie (cat.)
  - De paramnesia, tercenas, ZDB, Lisbonne
  - Festival Vidéo, Cité Internationale, Lyon (curator : Georges Rey)
  - Come in, 23 rue de Belfort, Paris
  - Festival Résistances , Foix
  - Super natural satisfaction, The Soap factory, Minneapolis
- 2001
  - Design & Activisme, Speak For Gallery, Tokyo
  - Odyssée 2001, Ateliers municipaux d’artistes, Marseille
  - Sous-Titrée X, Galerie Art et Essai, Rennes, école des beaux-arts, Tours
  - Belluard Bollwerk International, Fribourg
  - In / Sites / Out, Apex Art, New York
  - Face Off, Galerie Aeroplastics, Bruxelles
  - Flesh & Blood, Witte Zad, Gand
  - Fictions Théoriques, La Villa, Tel-Aviv
  - Je ne suis pas une Pénélope, Centre François Mitterrand, Beauvais
- 2000
  - Environmentally Concerned 2, The Bronx River Art Gallery, New York
  - Pourquoi Tétris ?, Cité des arts, Paris
  - L'œuvre collective : activismes, Le Parvis, Ibos
  - Juste au corps, de la peau au vêtement, La Criée, Rennes
  - Micropolitique, Le Magasin, Grenoble
  - Mikse, Camac, Marnay-sur-Seine